# ليندا أوليفييه
ليندا أوليفييه (17 أبريل 1965 - ) (بالإنجليزية: Linda Olivier)‏ هي لاعبة كريكت جنوب أفريقية. شاركت مع منتخب جنوب أفريقيا الوطني للكريكت.

## وصلات خارجية
- ليندا أوليفييه على موقع إي آس بي آن كريك إنفو (الإنجليزية)